# Luboš Fišer
Luboš Fišer (Praag, 30 september 1935 – aldaar, 22 juni 1999) was een Tsjechisch componist en regisseur van filmmuziek.

## Loopbaan
Fišer studeerde aan het Conservatorium van Praag en de Academie voor Muzikale Kunsten Praag bij de componisten Emil Hlobil en Pavel Bořkovec en de pianiste Zuzana Růžičková. In 1960 is hij afgestudeerd.
Als componist en muziekregisseur van meer dan 300 films was hij wereldwijd succesvol. Voor zijn werk Vijftien pagina's naar de Apocalyps van Albrecht Dürer (1965) werd hij in 1967 in Parijs bekroond met de eerste prijs van de International Composers Tribune van UNESCO. Met de filmmuziek bij Bludiste moci won hij in 1979 de Premio Italia. De filmmuziek bij Zlati uhori won in 1980 de Prix Italia. Hij kreeg tweemaal de Tsjechische Leeuw (filmprijs), in 1994 voor de muziek van Golet v udoli en in 1996 voor die van Král Ubu. In 1995 sloot hij zich aan bij de componistengroep "Quattro", waartoe naast de oprichter Otmar Mácha ook Zdeněk Lukáš en Sylvie Bodorová behoorden.

## Stijl
In zijn composities kan men technieken van de avant-garde (grafische notaties en aleatoriek) terugvinden. Zijn originaliteit bestaat uit de persoonlijke manier waarop de thema's van zijn werken met speciale herhalingen en modificatietechnieken zijn verwerkt. Later kwam hij terug tot een precieze notatie. Als kunstenaar met zorgen over het milieu heeft hij ook waarschuwingen in zijn werken geplaatst.

## Composities

### Werken voor orkest
- 1960 Symfonie, voor orkest
- 1963 Symfonická freska, voor orkest
- 1965 Patnáct listů podle Dürerovy Apokalypsy (15 pagina's naar de Apocalyps van Albrecht Dürer)
- 1969 Double for orchestra
- 1971 Lament for Chamber Orchestra
- 1974 Concerto voor Galileo Galilei, voor strijkers
- 1977 Labyrinth voor orkest
- 1978 Serenády pro Salzburg (Serenades voor Salzburg), voor kamerorkest
- 1979 Concerto, voor piano en orkest
- 1979 Albert Einstein, een portrait voor orgel en orkest
- 1980 Concerto da camera, voor piano en orkest
- 1980 Concerto, voor twee piano's en orkest
- 1980 Meridián, voor orkest
- 1980 Romance, voor viool en orkest
- 1981 Slavnostní znělka, voor orkest
- 1983 Centaures, voor groot orkest
- 1983 Concerto, voor twee piano's en orkest
- 1994 Sonata per Leonardo, voor gitaar solo en strijkorkest
- 1995 Pastorale per Giuseppe Tartini, voor gitaar solo en strijkorkest
- 1998 Concerto, voor viool en orkest
- 1998 Sonata, voor orkest
- 1981 Sonate, voor gemengd koor, piano en orkest
- RIFF, voor orkest

### Werken voor harmonieorkest
- 1970 Concerto da camera, voor piano en harmonieorkest
- 1971 Report, voor groot harmonieorkest
- Salsa Verde

### Missen, cantates en gewijde muziek
- 1968 Requiem, voor sopraan, bariton, twee gemengde koren en orkest
- 1969 Vánoční koledy (Koralen voor kerstmis), voor solisten, gemengd koor en orkest
- 1977 Ave imperator, morituri te salutant, voor mannenkoor, cello, vier trombones en slagwerk

### Toneelwerken

#### Opera
| Voltooid in | titel    | aktes | première    | libretto      |
| ----------- | -------- | ----- | ----------- | ------------- |
| 1959-1960   | Lancelot |       | 1961, Praag | Eva Bezdĕková |

#### Tv-opera
| Voltooid in | titel                          | aktes | première | libretto                       |
| ----------- | ------------------------------ | ----- | -------- | ------------------------------ |
| 1983-1985   | Vĕčný Faust (De eeuwige Faust) |       |          | Eva Bezdĕková en Jaromil Jireš |

#### Andere toneelwerken
- 1980 Istanu, voor spreker, alt-fluit en 4 slagwerkers
- 1982 Žádost o popravu, voor spreker, fluit en klavecimbel en slagwerk
- 1982 Oslovení hudby, voor spreker, strijkkwartet en piano op tekst van Jiri Pilka

### Werken voor koor
- 1966 Caprichos, voor kamer- en gemengd koor
- 1970 Nářek nad zkázou města Ur (Lamento over de vernietiging van de stad Ur), voor sopraan, bariton, drie sprekers, kinder-, gemengd en recitatiekoren, pauken en klokken
- 1975 Písně pro slepého krále Jana Lucemburského (Liederen voor de blinde Koning Jan van Luxemburg), voor gemengd koor
- 1977 Róže (De Ros), voor gemengd koor
- 1979 Per Vittoria Colonna voor vrouwenkoor en cello solo - teksten: Michelangelo Buonarroti
- 1981 Znamení (Het teken), voor solisten, koor en orkest - tekst: Otakar Březina
- 1982 Fašank, voor kinderkoor en piano - teksten uit Moravische volks-gedichten

### Vocale muziek
- 1980 Má lásko (Mijn liefste), voor tenor en piano - tekst: Vladimir Sefl
- 1985 Zapomenuté písně (Vergeten liederen), voor mezzosopraan, alt-fluit, altviool en piano - teksten uit Zigeuner gedichten
- 1987 Oh cara, addio, aria voor sopraan en strijkkwartet
- 1996 Sbohem, lásko, voor sopraan, piano en strijkorkest

### Kamermuziek
- 1961 Ruce (Handen), voor viool en piano
- 1970 Crux, voor viool, pauken en klokken
- 1971 Amoroso, voor viool en piano
- 1975 Sonata, voor cello
- 1976 Variace na neznámé téma, voor strijkkwartet
- 1981 Sonata "In memoriam Terezín", voor viool
- 1986 Impromptu, voor klarinet en piano
- 1991 Sonata, voor altviool en strijkkwartet

### Werken voor orgel
- 1964 Reliéf, voor orgel solo
- 1996 Dialog, voor trompet en orgel

### Werken voor piano
- 1955 Sonata no. 1
- 1960 Sonata no. 3
- 1962-1964 Sonata no. 4
- 1974 Sonata no. 5
- 1978 Sonata no. 6 "Fras"
- 1987 Sonata no 7
- 1993 Sny a valčíky
- 1996 Sonata no. 8 "nedökončená"

### Filmmuziek
- 1963 Věštec
- 1963 Melouch (tv)
- 1963 Okurkový hrdina
- 1964 Místo v houfu (ook: Jak se kalí ocel)
- 1965 Modlitba pro Kateřinu Horovitzovou, (tv)
- 1965 Horký vzduch
- 1965 Délka polibku devadesát
- 1965 Ztracená tvář
- 1967 Země sv. Patrika
- 1967 Úzkost
- 1967 Jak se zbavit Helenky
- 1967 Dita Saxová
- 1968 Raport (tv)
- 1969 Bludiště moci, (tv)
- 1969 Flirt se slečnou Stříbrnou
- 1969 Mlčení mužů
- 1969 Případ pro začínajícího kata
- 1970 Svítí slunce?
- 1970 Poslední dějství
- 1970 Julián Odpadlík (tv)
- 1970 Na kolejích čeká vrah
- 1970 Nahota
- 1970 Lucie a zázraky
- 1970 Svatby pana Voka
- 1970 Dlouhá bílá nit (tv)
- 1970 Velká neznámá
- 1970 Na kometě
- 1970 Valerie a týden divů
- 1970 Hlídač
- 1971 Babička (tv)
- 1971 My tři a pes z Pětipes
- 1971 Claim na Hluchém potoku
- 1971 Kaňon samé zlato
- 1971 Slaměný klobouk
- 1971 Velikonoční dovolená
- 1971 Klícka (tv)
- 1971 Petrolejové lampy
- 1972 Tie malé výlety
- 1972 Dvě věci pro život
- 1972 Bitva o Hedviku
- 1972 Morgiana
- 1972 Návraty
- 1972 ...a pozdravuji vlaštovky
- 1973 Družina černého pera
- 1973 Zlá noc
- 1974 Osud jménem Kamila
- 1974 Lidé z metra
- 1975 Sarajevský atentát
- 1976 Pozor, ide Jozefína...
- 1976 Ostrov stříbrných volavek
- 1976 Dobrý den, město
- 1976 Dvě jubilea Jana Zrzavého
- 1977 Adéla ještě nevečeřela
- 1977 Podivný výlet
- 1977 Pasiáns
- 1978 Hrozba
- 1978 Tajemství Ocelového města
- 1979 Lásky mezi kapkami deště
- 1979 Zlatí úhoři (tv)
- 1980 Cukrová bouda
- 1981 Pozor, vizita!
- 1981 Hadí jed
- 1981 Tajemství hradu v Karpatech
- 1983 Sestřičky
- 1983 Fandy, ó Fandy
- 1985 Mach a Šebestová k tabuli
- 1986 Smrt krásných srnců
- 1990 Král kolonád
- 1991 Labyrinth
- 1992 Černí baroni
- 1993 Helimadoe
- 1994 Golet v údolí
- 1996 Král Ubu
- 1996 Chlípník (tv)
- 1997 O perlové panně